# Лејксајд (Охајо)
Лејксајд (енгл. Lakeside) насељено је место без административног статуса у америчкој савезној држави Охајо.

## Демографија
По попису из 2010. године број становника је 694.
| Група             | 2000.    | 2010.       |
| Белци             | 0 (0,0%) | 668 (96,3%) |
| Афроамериканци    | 0 (0,0%) | 7 (1,0%)    |
| Азијати           | 0 (0,0%) | 2 (0,3%)    |
| Хиспаноамериканци | 0 (0,0%) | 13 (1,9%)   |
| Укупно            | 0        | 694         |